# Marina Geli i Fàbrega
Marina Geli i Fàbrega (Sant Gregori, 12 de setembre de 1958) és una metgessa i política catalana, militant del Moviment d'Esquerres (MES). Va ser la consellera de Salut de la Generalitat de Catalunya durant la VII i VIII legislatures (2003-2010) en qualitat de membre del Partit dels Socialistes de Catalunya, del qual fou militant entre 1996 i 2014. És directora de la Facultat de Medicina de la Universitat de Vic.

## Formació i carrera professional
Llicenciada en Medicina per la Universitat de Barcelona i especialista en Medicina interna, és membre del Col·legi Oficial de Metges de Girona (COMG) i de l'Acadèmia de Ciències Mèdiques.
Després de treballar com a metgessa adjunta a l'Hospital Josep Trueta de Girona (1981-1989), s'especialitzà en malalties infeccioses, en la sida, en la prevenció comunitària i en la disminució psíquica. Va ser responsable mèdica del Centre Joan Riu – Consorci Sant Gregori (1981-1990), de l'Associació Pro Persones amb Disminució (1990-1995) i de l'Associació Comunitària Antisida de Girona (1991-1995).
El març del 2016 va ser nomenada coordinadora del Centre d’Estudis Sanitaris i Socials (CESS), que coordina la formació i la recerca a la Universitat de Vic – Universitat Central de Catalunya (UVic-UCC) en els àmbits sociosanitaris.
És Directora general de la Facultat de Medicina de la Universitat de Vic – Universitat Central de Catalunya, des de setembre de 2019.
Al febrer de 2023 va ser nomenada membre del nou Consell Consultiu de la Fundació Althaia.

## Activitat política i de gestió
Va entrar en política com a regidora de l'Ajuntament de Sant Gregori en qualitat d'independent dins de la llista del Partit dels Socialistes de Catalunya (PSC), lloc que va ocupar entre 1984 i 1992. En aquest mateix període també va ser membre del Consell Comarcal del Gironès. Va ser militant del PSC des de 1996 fins al 2014.
Ha estat diputada al Parlament de Catalunya des de 1995 fins al seu nomenament com a consellera (2003). L'any 2000 es va fer càrrec de la primera secretaria de la federació del PSC a les comarques de Girona. En l'anomenat "govern alternatiu" de Pasqual Maragall va ser responsable de Salut de la Generalitat el desembre de 2003. En ser nomenada consellera va abandonar el seu escó al Parlament de Catalunya seguint la decisió conjunta dels nous consellers que eren també parlamentaris, per tal de renovar el grup parlamentari.
A les eleccions de l'any 2010 va ser escollida de nou diputada i forma part del Grup Parlamentari Socialista del Parlament de Catalunya.
El 16 de gener del 2014, juntament amb Núria Ventura i Joan Ignasi Elena, Marina Geli va votar Sí a demanar al Congrés dels Diputats la potestat de fer una consulta sobre la independència de Catalunya, trencant així la disciplina de vot; la resta dels seus companys de partit van votar No, amb l'excepció d'Àngel Ros, qui va deixar la seva acta de diputat per evitar confrontar-se amb la direcció del PSC. Poc després de la votació, el portaveu del Partit dels Socialistes de Catalunya al Parlament de Catalunya, Maurici Lucena, va demanar als tres diputats díscols que entreguessin la seva acta de diputat, com havia fet Ros; en cas contrari, es reservaven el dret d'expulsar-los de la formació. Des del seu naixement l'any 2014, formà part del corrent crític del PSC, Moviment Catalunya. El 27 de novembre de 2014 abandonà la militància del PSC però mantingué el seu escó al Parlament de Catalunya. El 30 de novembre fundà amb altres exmilitants, el partit Moviment d'Esquerres (MES). Els seus antics companys de partit al Parlament, lamentaren que mantingués el seu escó com a diputada no adscrita.
A les Eleccions al Parlament de Catalunya de 2017 es va presentar amb Junts per Catalunya, del president Carles Puigdemont, als darrers llocs de la llista per Barcelona.

## Reconeixements
Ha rebut el premi Federació Farmacèutica 2018, que atorga Fedefarma i la Reial Acadèmia de Farmàcia de Catalunya “per la seva aportació a la salut i al sistema sanitari, per la seva visió integradora dels professionals de la salut i pel seu reconeixement al paper sanitari de les oficines de farmàcia i de la distribució farmacèutica”.